# Upiór w operze (film 1962)
Upiór w operze (ang. The Phantom of the Opera) – brytyjski film grozy z 1962 roku w reżyserii Terence’a Fishera na podst. powieści Gastona Lerouxa pod tym samym tytułem.

## Fabuła
W listopadzie 1900 roku w londyńskiej Royal Opera House zostaje wystawiona opera Saint Joan autorstwa lorda Ambrose’a D’Arcy’ego. Menedżer opery, Lattimer zapytany przez D’Arcy’ego czemu jedna z loż jest pusta, odpowiada że jest nawiedzona. Premierę zakłócają różne przeszkody i spektakl jest przerwany, gdy ujawnia się powieszony członek ekipy technicznej. Wystawianie opery zawiesza się do odwołania, a jej główna odtwórczyni Maria jest tak wstrząśnięta wydarzeniami, że rezygnuje z występów. Producent opery, Harry Hunter znajduje zastępstwo w osobie jednej z chórzystek – Christine Charles. Na przesłuchaniu jest D’Arcy, oferujący Christine wspólną kolację. W przebieralni Christine słyszy tajemniczy głos obiecujący jej lekcje lepszego śpiewu. Głos zarzeka się, że dziewczyna zaśpiewa wyłącznie dla niego i przestrzega ją przed D’Arcym.
Na spotkaniu D’Arcy lubieżnie proponuje Christine lekcje śpiewu w jego mieszkaniu już dzisiaj. Christine domyślająca się jego zamiarów odmawia, ale D’Arcy grozi jej utratą roli. W ostatniej chwili Harry ratuje Christine z opresji i osobiście odwozi ją do jej domu. W drodze Hunter wyraża, że w budynku opery czai się coś złego i chce uniemożliwienia wystawienia utworu. Christine zwierza się Hunterowi o wydarzeniu w przebieralni. W operze Harry i Christine słyszą tajemniczy głos. W tym czasie pracujący na terenie opery szczurołap zostaje zabity przez szpetnego karła. Jest on sługą tajemniczego upiora w masce, który objawia się Christine.
Następnego dnia D’Arcy wzburzony, że Christine nie znalazła się w jego mieszkaniu, bez skrupułów ją zwalnia i w jej miejsce zatrudnia bardziej chętną, ale mniej utalentowaną śpiewaczkę. Wzburzony małostkowością D’Arcy’ego Harry sprzeciwia się jego decyzji, przez co i on zostaje zwolniony z funkcji producenta. Harry pociesza Christine w jej wynajmowanym mieszkaniu; odkrywa on stary manuskrypt będący szkicową wersją Saint Joan. Właścicielka domu mieszkalnego, pani Tucker mówi, że wcześniej tu mieszkanie wynajmował profesor Petrie, nauczyciel muzyki, który zginął w pożarze drukarni mającej wydrukować jego operę. W drukarni Harry dowiaduje się, że Petrie nie zginął w ogniu, a poparzył się kwasem azotowym i w agonii wybiegł wpadając do Tamizy. Potwierdza to również policjant mający wtedy dyżur. Ciała nigdy nie znaleziono.
Podczas romantycznego wieczoru Harry sugeruje Christine, że Petrie napisał dla D’Arcy’ego Saint Joan. Po powrocie do domu Christine zostaje porwana przez karła i zaciągnięta do kryjówki upiora mieszczącej się w podziemiach Royal Opera House. Upiór poddaje Christine wyczerpującym lekcjom śpiewu, by udoskonalić jej możliwości wokalne. D’Arcy widząc mizerne skutki prób generalnych i skonfliktowany z orkiestrą niechętnie przywraca do pracy Harry’ego. Niepokojąc zniknięciem Christine i wciąż zaintrygowany historią Petriego Harry sprawdza miejsce, gdzie ten miał wpaść do Tamizy. Nagle z kanału słyszy echo śpiewu Christine i decyduje przez niego przejść. Upiór słysząc podejrzane dźwięki wysyła karła. Harry obezwładnia karła i z nim udaje się przed oblicze upiora, którego identyfikuje jako Petriego.
Petrie opowiada swą historię jak 5 lat temu był biednym kompozytorem i ciężka sytuacja materialna zmusiła go do sprzedania swej opery za zaniżoną kwotę D’Arcy’emu, licząc że zdobędzie rozpoznanie. Czarę goryczy przepełnia to, że D’Arcy przywłaszczył autorstwo muzyki bez wspomnienia udziału Petriego. Rozgoryczony tym faktem Petrie włamuje się do drukarni, by spalić wydrukowane manuskrypty, niechcący powoduje pożar i oblewa się kwasem. Wybiegając w agonii wpada do rzeki i ląduje w podziemiach Royal Opera House, gdzie mieszkał niemy karzeł, który go odratował i nim zaopiekował. Petrie wyznaje, że umiera i chce ujrzeć Saint Joan z udziałem Christine. Ona i Harry zgadzają się, by Petrie dokończył naukę śpiewu.
Kilka tygodni później odbywa się premiera Saint Joan. D’Arcy w swym biurze konfrontuje się z upiorem. Zrywa z niego maskę i ucieka w przerażeniu. Podczas spektaklu upiór/Petrie ogląda występ Christine z „nawiedzonej loży”. Jest wzruszony tym, że jego muzyka została wreszcie zaprezentowana. Karzeł oglądający operę na szczycie kurtyny zostaje zauważony przez ochroniarza. Chcąc mu uciec, karzeł wskakuje na żyrandol wiszący dokładnie nad Christine oklaskiwaną przez publiczność. Żyrandol nie wytrzymuje ciężaru i lina się zrywa. Petrie widząc zagrożenie, zdejmuje maskę ujawniając swe zdeformowane oblicze, i zeskakuje na scenę, by odepchnąć Christine. On sam ginie w zderzeniu z żyrandolem. Publiczność jest w szoku, zaś upiór jest opłakiwany przez sprzyjające mu osoby.

## Obsada[8]
- Herbert Lom – upiór / profesor L. Petrie
- Heather Sears – Christine Charles
- Patricia Clark – Christine Charles (głos w partiach wokalnych)
- Edward de Souza – Harry Hunter
- Michael Gough – lord Ambrose D’Arcy
- Ian Wilson – karzeł
- Thorley Walters – Lattimer
- Harold Goodwin – Bill
- Martin Miller – Rossi
- Liane Aukin – Maria
- Sonya Cordeau – Yvonne
- Marne Maitland – Xavier
- Miriam Karlin – sprzątaczka
- Patrick Troughton – szczurołap
- Renée Houston – pani Tucker
- Keith Pyott – Weaver